# Max Rothe
Ernst Max Rothe (* 1. Januar 1874 in Brambach; † 9. Mai 1942 in Annaberg) war ein erzgebirgischer Mundartdichter.

## Leben und Wirken
Er wurde im sächsischen Vogtland geboren. Seine Eltern stammten aus der Oberlausitz und zogen einige Jahre nach seiner Geburt nach Chemnitz, wo er Volksschule und Realgymnasium besuchte. 1888 ging er an das Lehrerseminar nach Schneeberg und war nach einem Vikariat ab 1895 als Hilfslehrer in Pausa/Vogtl. tätig. 1897 wechselte er an die Volksschule nach Buchholz, wo er sich dauerhaft niederließ.
1902 verfasste er ein Festspiel zur Vierhundertjahrfeier mit dem Titel „Die Gründung von Buchholz“ in hochdeutscher Sprache. 1913 folgte ein Festspiel zur Hundertjahrfeier der Völkerschlacht bei Leipzig. Erzgebirgische Mundartdichtungen, die fortan den Schwerpunkt seines Schaffens bildeten, legte er seit 1912 vor. Er war Begründer und Leiter der Volkskunstgruppe Rothe Mäd.
Er wurde in den Anton-Günther-Ring berufen.